# هانس غرابر
هانس غرابر هو مجدف سويسري، ولد في 18 يونيو 1930 في زيورخ في سويسرا، وتوفي في 17 أبريل 2008.

## وصلات خارجية
- هانس غرابر على موقع الاتحاد الدولي للتجديف (الإنجليزية)
- هانس غرابر على موقع اللجنة الأولمبية الدولية (الإنجليزية)
- هانس غرابر على موقع أوليمبيديا (الإنجليزية)